# Meiosimyza canariensis
Meiosimyza canariensis är en tvåvingeart som först beskrevs av Becker 1908.  Meiosimyza canariensis ingår i släktet Meiosimyza och familjen lövflugor.
Artens utbredningsområde är Kanarieöarna. Inga underarter finns listade i Catalogue of Life.